# Melchitská řeckokatolická církev

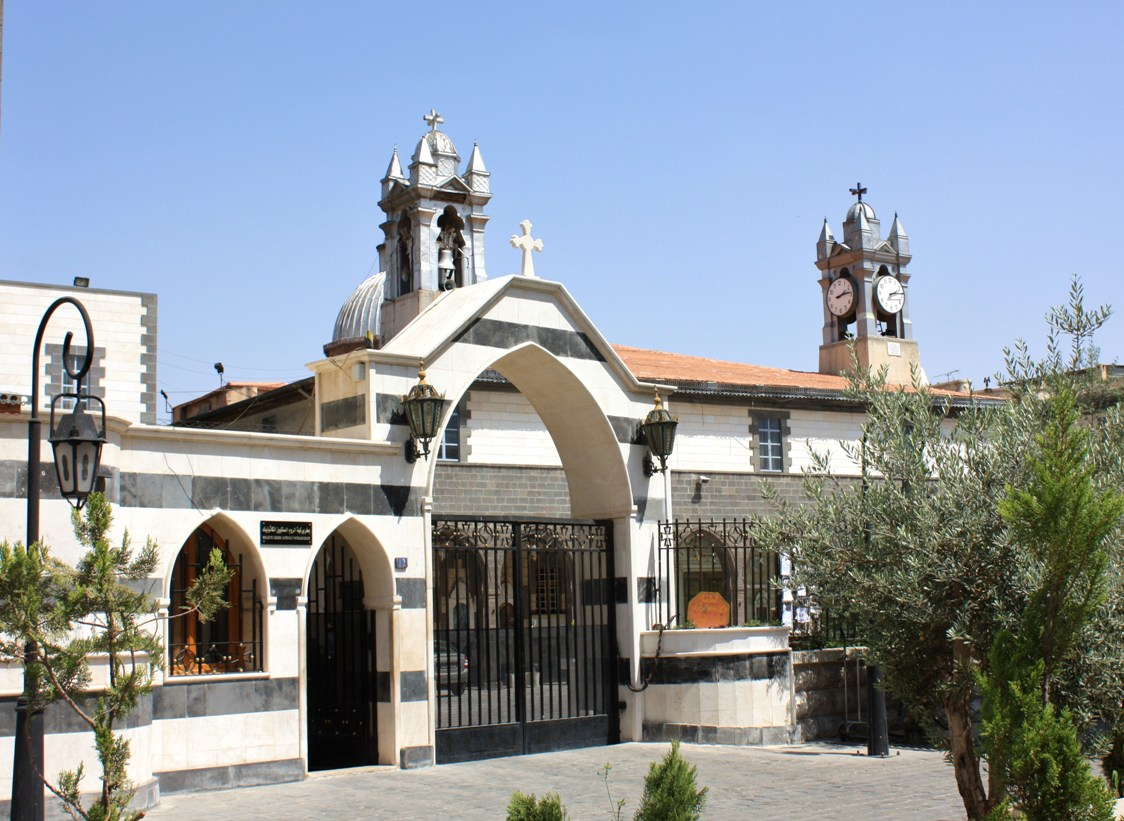
Patriarchální katedrála v Damašku

Melchitská řeckokatolická církev je jedna z východních katolických církví, která používá byzantský ritus. Je ve společenství s Římskokatolickou církví. V jejím čele stojí patriarcha Antiochie a celého Východu, Jeruzaléma a Alexandrie. Počet věřících stoupá: 2010 - 1.614.600 členů, 2013 - 1.651.000, 2014 - 1.670.160, 2015 - 1.685.290, 2016 - 1 522 800 (pokles v souvislosti s bezpečnostní situací v Sýrii a Iráku) a 2017 už více - 1 568 240 věřících. Roku 2017 měla: 32 biskupů, ve 498 farnostech působilo 426 diecézních a 125 řeholních kněží (551 celkem), 208 řeholníků, 649 řeholnic a 94 stálých jáhnů (64 z nich v eparchii Newton v USA). V seminářích studovalo 99 seminaristů. Církev je už od 19. století celosvětově rozšířena.

## Název
Slovo melchit pochází původně z aramejsko-syrského ܡܠܟܝܐ, což znamená „císařský“ nebo „imperiální“. V arabštině existuje slovo malakī (ملَكي), což rovněž znamená císařský. Semitské slovo malik znamená „král“.
Výraz melkit bylo původně pejorativní označení jiných východních církví po chalkedonském koncilu (451). Odpůrci jimi tak označovali ty, kteří byli podporováni východořímským/byzantským císařem. Dnes již není známo, kdy přesně melchité začali toto označení sami používat pro svou církev.

## Historie
Původ melchitské církve leží v Antiochijském patriarchátu, kde po vnitřních rozporech byl v roce 1729 římským papežem uznán za antiochijského patriarchu Cyril VI., čímž se završil rozkol v patriarchátu (od r. 1724) a jeho katolická část se posléze začala nazývat Melchitská řeckokatolická církev. Patriarcha sídlí od počátků církve v Damašku, hlavním městě Sýrie . Tam pravoslavní patriarchové Antiochie (od této církve se 1724 odtrhli) sídlí v hlavním městě Sýrie od 17. stol.
Poté, co se melchitští řečtí katolíci rozšířili ze svého původního území v Sýrii a Libanonu i do Palestiny a Egypta, byl v roce 1838 jejich patriarchovi udělen též titul patriarchy Jeruzaléma a Alexandrie (celý název – viz výše).

## Současnost
V současnosti jsou početné melchitské řeckokatolické komunity též v USA, Kanadě, Austrálii a Latinské Americe, některé z nich už od 19. stol. Menší komunity jsou i v Evropě.
Od 19. století jsou melchitští řeckokatoličtí patriarchové také duchovními protektory Vojenského a špitálního řádu svatého Lazara Jeruzalémského. Patriarcha také uděluje Patriarchální řád svatého Kříže Jeruzalémského.

## Církevní organizace
- Antiochijský melchitský patriarchát má tři sídla: v Damašku, Alexandrii a Jeruzalémě, pod jeho správu bezprostředně spadají:
  - Melchitská metropolitní archieparchie damašská (Sýrie) je titulárním sídlem patriarchy a je spravována patriarchálním vikářem, závisí na ní jako sufragánní:
    - Melchitská archieparchie Zahlé a Furzol – Zahlé , Libanon

  - Území závislé na patriarchovi Egypt, Súdán a Jižní Súdán je titulárním sídlem patriarchy a je spravována patriarchálním vikářem (patriarchální dependence Egypt, Súdán a Jižní Súdán)
  - Území závislé na patriarchovi – Jeruzalém je titulárním sídlem patriarchy a je spravována patriarchálním vikářem (patriarchální dependence), Izrael
  - Patriarchální exarchát irácký se sídlem v Bagdádu
  - Patriarchální exarchát kuvajtský se sídlem v Kuvajtu
  - Patriarchální exarchát v Istanbulu
- Melchitská metropolitní archieparchie aleppská – Aleppo (Halab), Sýrie
- Melchitská metropolitní archieparchie Bosra a Hauran – Bosra-Hauran, Sýrie
- Melchitská metropolitní archieparchie Homs – Homs, Sýrie
- Melchitská archieparchie laodicejská bezprostředně podřízená Sv. Stolci – Latakia, Sýrie
- Melchitská archieparchie baalbecká – Baalbek, Libanon
- Melchitská metropolitní archieparchie bejrútsko-bybloská (Bejrút a Byblos-Džbajl) – Bejrút, Libanon
- Melchitská archieparchie Petra a Filadelfie se sídlem v Petře a Ammánu, Jordánsko
- Melchitská metropolitní archieparchie tyrská – Týros, tj. Súr (Libanon), jíž jsou podřízeny jako sufragánní:
  - Melchitská archieparchie Banias – Banias, Libanon
  - Melchitská archieparchie sidónská – Sidon, tj. Sajdá, Libanon
  - Melchitská archieparchie tripoliská – Tripolis, Libanon
  - Melchitská archieparchie Akkonu, Haify, Nazareta a Galileje se sídlem v Haifě, Izrael
- Eparchie bezprostředně podřízené patriarchátu:
  - Melchitská eparchie Zvěstování Panny Marie v Newtonu, USA
  - Melchitská eparchie Panny Marie Rajské (Nuestra Seňora del Paraíso) v Mexiku
  - Melchitská eparchie Nejsvětějšího Spasitele v Montréalu, Kanada
  - Melchitská eparchie sv. Michaela Archanděla v Sydney, Austrálie
  - Melchitský apoštolský exarchát ve Venezuele, Caracas, vznikl 1990
  - Melchitský apoštolský exarchát v Argentině, Cordoba, vznikl 2002
- sufragánní eparchie:
  - Melchitská eparchie Panny Marie Rajské (Nossa Senhora do Paraíso) v São Paulu, sufragánní eparchie římskokatolické Arcidiecéze São Paulo, Brazílie
- Samostatné farnosti v Západní Evropě, většinou podřízené místnímu ordináři nebo východnímu ordináři: [2]
  - Belgie, Nizozemsko: Brusel – Kostel sv. Jana Zlatoústého
  - Francie: Paříž – Kostel Saint-Julien-le-Pauvre
  - Francie: Marseille – Kostel sv. Mikuláše z Myry
  - Itálie: Řím – Kostel Santa Maria in Cosmedin, Collegio Pontificio Greco s kostelem San Atanasio dei Greci (sv. Atanáše)
  - Malta: Valletta – Kostel Panny Marie Damašské
  - Švédsko: Stockholm – Melkite Greek Catholic Church Information Center
  - Velká Británie: Londýn – Farnost sv. Jana Zlatoústého s kostelem sv. Barnabáše